# Crotenay
Crotenay – miejscowość i gmina we Francji, w regionie Burgundia-Franche-Comté, w departamencie Jura.
Według danych na rok 1990 gminę zamieszkiwało 579 osób, a gęstość zaludnienia wynosiła 50 osób/km² (wśród 1786 gmin Franche-Comté Crotenay plasuje się na 276. miejscu pod względem liczby ludności, natomiast pod względem powierzchni na miejscu 353).